# Turku
Turku (švedsko Åbo) je največje mesto jugozahodne Finske in središče regije Jugozahodne Finske (Varsinais-Suomi, »Prava Finska«). Leži ob izlivu reke Aurajoki v Baltsko morje. Turku ima približno 202.000 prebivalcev, medtem ko ima metropolitansko območje približno 311.000 prebivalcev. Je šesta najbolj naseljena občina na Finskem in tretje najbolj naseljeno mestno območje v državi za Helsinki in Tamperejem.
Turku je najstarejše mesto na Finskem. Na zemljevidu iz leta 1154 ga omenja že arabski geograf al-Idrizi, kot letnica »rojstva Turkuja« pa se navadno navaja 1229, ko je papež Gregor IX. prvič omenil mesto Aboa v svoji buli in tja preselil sedež finske škofije. V času švedske vladavine je bil Turku najpomembnejše mesto vzhodnega dela kraljevine. Turku je bil najpomembnejše mesto v vzhodnem delu Kraljevine Švedske (današnje Finske). Po finski vojni je Finska leta 1809 postalo avtonomno Veliko vojvodstvo Ruskega imperija, Turku pa je postal glavno mesto Velikega vojvodstva Finska. Je pa Turku izgubil status prestolnice tri leta kasneje, leta 1812, ko se je car Aleksander I. Ruski odločil prestolnico prestaviti v Helsinke. Šele po zadnjem velikem požaru leta 1827 je bila večina vladnih institucij preseljena v Helsinke skupaj s Kraljevo akademijo Turku, ustanovljeno leta 1640, ki je kasneje postala Univerza v Helsinkih, s čimer se je utrdil položaj Helsinkov kot nove prestolnice. Turku je bil do poznih 1840-ih najbolj naseljeno mesto na Finskem in ostaja regionalna prestolnica, pomembno poslovno in kulturno središče ter pristanišče.
Zaradi svoje dolge zgodovine je bil Turku prizorišče številnih pomembnih dogodkov in je imel kot nekdanja prestolnica velik vpliv na finsko zgodovino. Turku je bil skupaj s Talinom, glavnim mestom Estonije, imenovan leta 2011 evropska prestolnica kulture. Leta 1996 je bilo mesto Turku razglašeno za "božično mesto" Finske. Turku je bil tudi uradno razglašen za prestolnico hrane na Finskem, saj je dom nekaterih najstarejših in najkakovostnejših finskih restavracij ter zgodovinsko znane ribje tržnice, ki poteka dvakrat letno. Kulturo menz in kavarn v Turkuju pogosto primerjajo s francosko prehranjevalno kulturo, zato je Turku znan tudi kot finski Pariz, od tod tudi švedski pregovor: »Varför Paris, vi har ju Åbo!« (Zakaj Pariz, imamo Turku!).
Turku je dvojezična občina s finščino in švedščino kot uradnim jezikom. Prebivalstvo sestavlja 79 % govorcev finsko, 5 % govorcev švedščine in 15 % govorcev drugih jezikov, kar je precej nad nacionalnim povprečjem.
Zaradi svoje lokacije je pristanišče Turku pomembno komercialno in potniško pristanišče, saj vsako leto v Stockholm in Mariehamn potuje več kot tri milijone potnikov.

## Imena in etimologija
Finsko ime Turku izvira iz Švedske in Rusije. Prvi podatki o besedi tori segajo v 16. stoletje in je bila izposojena s Švedske (prim. švedsko: torg, 'trg'). Na Švedskem beseda ni izvirna, ampak izposojena iz stare vzhodnoslovanske besede tǔrgǔ, ki v sodobni ruščini pomeni trg, barantanje ali trgovanje. Stara ruska beseda je prešla neposredno v finski jezik in dobila obliko turku. Danes se beseda uporablja le v idiomih, že v srednjem veku pa je beseda postopoma začela pomeniti ime mesta Turku.
Švedsko ime Åbo je morda preprosta kombinacija å ('reka; potok; velik potok') in bo ('bivališče'). Obstaja pa star pravni izraz, imenovan åborätt [sv] (kar pomeni približno 'pravica do življenja na'), ki je državljanom (imenovanim åbo) dal podedovano pravico do življenja na zemljišču v lasti krone (å pomeni 'na' v stari švedščini, zdaj på).
V finščini je rodilnik za Turku Turun, kar pomeni 'iz Turkuja'. Finska imena organizacij in inštitutov v Turkuju se pogosto začnejo s to besedo, na primer v Turun yliopisto za Univerzo v Turkuju.

## Zgodovina
Turku ima dolgo zgodovino največjega finskega mesta in občasno upravnega središča države, zadnjih dvesto let pa so ga prehiteli Helsinki. Identiteta mesta izhaja iz statusa najstarejšega mesta na Finskem in prve prestolnice države. Prvotno se je beseda Finska nanašala samo na območje okoli Turkuja (od tod tudi naslov Centralna Finska za regijo).

### Zgodnja zgodovina
Naselitev na območju Turkuja je relativno nova, saj je jugozahodna Finska zaradi ledene dobe dalj časa ostala pod morsko gladino. Zaradi tektonskega dviga se je regija Turku med 3000–2000 pr. n. št. preoblikovala iz obrobnega arhipelaga v obalo. Območje je bilo v železni dobi gosto poseljeno, saj je bilo najpomembnejša kmetijska regija. V regiji so odkrili starodavna pokopališča iz let 550 do 1150. Nekatera pokopališča so bila uporabljena v začetni migracijski fazi, nekatera so bila uporabljena samo v vikinški dobi, druga pa so bila ustanovljena v 12. stoletju. Tu so tudi ostanki hiš in vasi ter starih gradišč iz mlajše železne dobe.
Po legendi je angleški škof Henry prve Fince krstil v krščanstvo leta 1150. Vendar pa so prvi krščanski grobovi iz 10. in 11. stoletja, prvi arheološki dokazi o cerkvi pa iz 12. stoletja. V 11. stoletju se je regija Turku začela razvijati kot pristanišče. Najstarejša znana cesta, Hämeen härkätie, je najkasneje v 9. stoletju povezala regijo in stari grad Lieto s Tavastijo. Zgodnji literarni viri, kot je Al-Idrizijev zemljevid sveta iz leta 1154, omenjajo Turku.

### Švedska doba
Po dovoljenju papeža Gregorja IX. leta 1229 je bil škofovski sedež prestavljen iz Nousiainena v Koroinen, ki je blizu sedanjega središča Turkuja. Nič ne kaže, da je dejansko mesto Turku na tej točki že obstajalo; vendar mesto ni nastalo na nenaseljenem zemljišču, ampak so bila tam polja in verjetno tudi kmečka vas. Ker ni ohranjenega nobenega zanesljivega dokumenta o letu ustanovitve mesta, se ugiba tudi, da je bilo mesto ustanovljeno v 1280 ali 1290 na skupno pobudo kralja, škofa in dominikanskega samostana svetega Olafa, ki je bil ustanovljen leta 1249.
Stolnica v Turkuju je bila posvečena leta 1300. V srednjem veku je bil Turku sedež škofa (naslov, ki je bil kasneje nadgrajen v nadškofa Turkuja), nato pa je do 17. stoletja pokrival vzhodno polovico Kraljevine Švedske (večji del današnje Finske). Tudi če Turku ni imel uradnega statusa glavnega mesta, je bil dolgo časa najpomembnejše mesto na Finskem kot del trgovine in ladijskega prometa Hanzeatske lige. V 14. stoletju sta bili dve tretjini meščanov Nemci, postopoma pa se je delež domačih meščanov povečal. Poleg cerkvene oblasti so v Turkuju delovali edini govorci na Finskem, od 15. do 16. stoletja pa je v mestu zasedalo sodišče, ki je izvajalo najvišjo sodno oblast v državi, deželno sodišče Turku.
Na začetku 16. stoletja so Danci v povezavi s spori Kalmarske unije dvakrat uničili mesto, leta 1509 pod vodstvom admirala Otte Ruda in leta 1522 pod vodstvom admirala Sørena Norbyja, do Erika Flemingove čete so leta 1523 pregnale Dance s Finske. Po začetku miru je Gustav Vasa, ki je pravkar postal kralj, temeljito spoznal različne dele svojega kraljestva, središče kraljevega prvega obiska Finske pa je bil grad Turku, kjer je živel med obiskom. Novi kralj je s seboj prinesel tudi versko reformacijo in prvi, ki je pridigal novo doktrino, je bil Petrus Särkilahti. Särkilahtijev učenec Mikael Agricola, ki je znan kot »oče finskega knjižnega jezika«, je nadaljeval versko reformo najprej kot ravnatelj stolne šole in kasneje kot škof v Turkuju. Vojvoda Ivan (kasneje Ivan III. Švedski), sin Gustava Vase, je prejel naslov finskega vojvode in je vladal svojemu ozemlju z gradu Turku, preden je postal naslednji švedski kralj po svojem bratu Eriku XIV.
Po vojni proti Sigismundu je bilo mesto prizorišča pokola pri Åboju. Po tem se je 17. stoletje začelo kot bolj mirno obdobje za Turku, ko je bil poudarek predvsem na poudarjanju položaja Turkuja kot središča širšega območja z ustanovitvijo številnih novih upravnih in šolskih ustanov. Leta 1640 je bila po ukazu kraljice Kristine v Turkuju ustanovljena prva univerza na Finskem, Kraljeva akademija Turku. Ta projekt sta podprla tudi grof Per Brahe, generalni guverner Finske in Isaacus Rothovius, škof iz Turkuja. Turku je bil leta 1676 tudi kraj srečanja Finskih držav.

### Rusko obdobje
Po finski vojni je Švedska s pogodbo iz Fredrikshamna leta 1809 prepustila Finsko carski Rusiji. V Turkuju ni bilo nobenega odpora, ko so Rusi oktobra 1809 vkorakali v mesto v povezavi s finsko vojno. Kljub okupaciji je življenje v Turkuju potekalo mirno. Prizivno sodišče v Turkuju je ob prihodu Rusov nadaljevalo zasedanje in pozneje spomladi so Jacob Tengström, nadškof Turkuja in Finske, ter učiteljsko osebje Akademije v Turkuju prisegli na zvestobo novemu vladarju.
Turku je za kratek čas postal uradna prestolnica, vendar je status kmalu izgubil zaradi Helsinkov, saj je cesar Aleksander I. Ruski menil, da je Turku predaleč od Rusije in preveč povezan s Švedsko, da bi služil kot glavno mesto Velikega vojvodstva Finske. Sprememba se je uradno zgodila leta 1812. Vladni uradi, ki so ostali v Turkuju, so se dokončno preselili v novo prestolnico po velikem požaru v Turkuju, ki je leta 1827 uničil velik del mesta. Po požaru je nemški arhitekt Carl Ludvig Engel izdelal nov in varnejši mestni načrt, ki je zasnoval tudi novo prestolnico Helsinke. Nov načrt mesta, ki je temeljil na pravilnem mrežnem načrtu, je bil bolj prostoren in požarno varnejši kot prej, po rekonstrukciji pa je bil Turku ena najbolj enotnih arhitektur v Evropi. Turku je ostal največje mesto na Finskem še dvajset let.
Sredi 19. stoletja je bil Turku za Helsinki najpomembnejše obrtno mesto na Finskem, industrijsko revolucijo s parnimi in električnimi stroji pa je Turku doživel šele okoli leta 1900. Prva svetovna vojna je poskrbela za pospešek mestne industrije, saj so težave pri izvozu prizadele lesno industrijo, ki je Turku ni imel veliko in je bilo enostavno dobiti prepotrebne surovine iz nevtralne Švedske.

### Po osamosvojitvi
Leta 1918 je bila v Turkuju ustanovljena nova univerza, Åbo Akademi – edina univerza v švedskem jeziku na Finskem. Dve leti kasneje je bila ob njej ustanovljena Univerza v finskem jeziku. Ti dve univerzi sta druga in tretja univerza, ustanovljena na Finskem, obe z zasebnimi donacijami.
V 20. stoletju so zgodovinarji, kot je Jarmo Virmavirta, Turku imenovali »finska vrata na zahod«. Mesto je imelo dobre povezave z drugimi zahodnoevropskimi državami in mesti, zlasti od leta 1940 s Stockholmom čez Botniški zaliv. V 1960-ih je Turku postal prvo zahodno mesto, ki je podpisalo sporazum o pobratenju z Leningradom v Sovjetski zvezi, kar je pripeljalo do večje medkulturne izmenjave in zagotovilo nov pomen mestni funkciji 'vrata'. Po padcu komunizma v Rusiji so številni ugledni Sovjeti prišli v Turku, da bi preučevali zahodne poslovne prakse, med njimi Vladimir Putin, tedanji podžupan Leningrada.
Kar zadeva arhitekturo v mestu, sta se v 20. stoletju bistveno spremenila tako skupek arhitekturnih slogov kot tudi prevladujoči način bivanja. Čeprav je mesto v letih vojne 1939–1945 preživelo razmeroma nedotaknjeno, se je v 1950-ih in 1960-ih soočilo z vse večjimi spremembami zaradi naraščajočega povpraševanja po stanovanjih, želje po obnovi in predvsem novega razvoja infrastrukture (predvsem povečan avtomobilski promet). Lesene eno- do dvonadstropne hiše, ki so bile prevladujoč način gradnje v mestu, so bile v  večinoma porušene, tako da so omogočili učinkovitejšo gradnjo in olajšali promet vozil. To je povzročilo uničenje stavb, ki so bile v kasnejših desetletjih videti kot lepe in vredne reševanja. Nekateri posamezni objekti so še danes sporni, ko gre za njihovo rušenje v desetletjih po vojni. Na primer, stavbo hotela Phoenix, ki je stala na vogalu Trga, so leta 1959 podrli, da bi naredili prostor za veliko, večnadstropno stanovanjsko stavbo. Stavba je bila pomembna tako zaradi svoje lokacije kot zgodovine: saj je stala na enem Od leta 1878 je stavba med najdragocenejšimi parcelami v središču mesta na primer služila kot prva glavna stavba Univerze v Turkuju. Druge stavbe, katerih rušenje je veljalo za škandalozno, bodisi že v času akcije ali pa se je izkazalo, da je tako v poznejših letih, vključujeta Nobelovo hišo (predmet prve fotografije, kadar koli posnete na Finskem) in stavbo Old Hotel Börs, ki ga je v jugendstilu leta 1909 zgradil Frithiof Strandell.

## Geografija
Turku, ki leži ob izlivu reke Aura v jugozahodnem kotu Finske, pokriva površino 245 kvadratnih kilometrov na obeh bregovih reke. Vzhodna stran, kjer je stolnica, je starejše in prvotno središče. Ljudsko je znano kot täl pual jokke ('na tej strani reke'). Zahodna stran, kjer je grad Turku, je novejši del. Imenuje se tois pual jokke ('druga stran reke'). V sodobnem času sta oba bregova reke Aure enako središče mesta.
V Turkuju je deset mostov čez reko Aura. Najstarejši od sedanjih mostov je Auransilta, ki je bil zgrajen leta 1904. Najnovejši most je Kirjastosilta ('knjižnični most'), most samo za pešce, zgrajen leta 2013. Föri, majhen trajekt, ki brez plačila prevaža pešce in kolesarje čez reko, je znana značilnost mesta.
Mesto je razdeljeno na 78 okrožij in devet okrajev. Te ne delujejo kot enote lokalne samouprave. Nekateri socialni programi pa temeljijo na okrožjih, zlasti v vzhodnem delu mesta, kjer je na nekaterih območjih brezposelnost visoka. Največji naseljeni okrožji sta Varissuo in Runosmäki. Po površini sta največji okrožji Kakskerta in Paattinen.
Ker so bile sredi 20. stoletja priključene številne majhne sosednje občine s severa in juga mesta, ima Turku danes obliko podolgovate hruške. Središče mesta in večina primestnih območij leži na sredini, ločena od manj gosto poseljenih severnih podeželskih območij z obvoznico Turku, ki je del evropske poti E18. Otoki, kot so Ruissalo, Hirvensalo in Kakskerta, ki tvorijo južni del mesta, so prav tako redko poseljeni in večinoma vsebujejo poletne rezidence, z izjemo nekaterih okrožij v Hirvensalu, ki trenutno preraščajo v predmestja višjega srednjega razreda.

### Podnebje
Turku, ki leži ob Baltskem morju in je zaščiten z otoki Arhipelaškega morja, ima vlažno celinsko podnebje (Köppen Dfb). Tako kot večji del južne Finske tudi mesto doživlja topla poletja s temperaturami do 30 °C in relativno mrzle zime s pogostim sneženjem. Najtoplejši mesec v letu je julij s povprečno temperaturo 17,5 °C, najhladnejši mesec pa februar. Povprečna celoletna temperatura je 5,5 °C. Zima se običajno začne v začetku decembra, pomlad pa konec marca.
Padavine v Turkuju znašajo povprečno 720 mm na leto. Najbolj deževen mesec v letu je avgust, ko mesto prejme povprečno 80 mm padavin. V aprilu, najbolj suhem mesecu v letu, je številka le 32 mm. Povprečni zračni tlak na morski gladini je 101,2 kilopaskala (29,9 inHg), z majhnimi razlikami skozi vse leto.
Mestna vremenska postaja, ki deluje od leta 1955, je na nadmorski višini 47 metrov na letališču Turku. Na vreme v samem mestu vpliva bližina morja, zato so zimske temperature pogosto nižje od izmerjenih na letališču. Zmerni vpliv morja pomaga hrastovemu javorju in jesenu, ki sta drugje na Finskem precej redka, da uspevata ob območjih ob obali in v arhipelagu.

## Gospodarstvo
Regija Turku se ponaša z 22.000 podjetji, dvema univerzama in štirimi politehnikami. Mesto ima tudi poslovne podružnice z lokalnim strokovnim znanjem in izkušnjami na področju pomorstva, znanosti o življenju, informacijske tehnologije, zabave, biotehnologije in industrije trajnostnega razvoja.[63] Gospodarsko središče mesta se vrti okoli pristanišča Turku in drugih sektorjev, usmerjenih v storitve. Ladjedelnica Meyer Turku in pomorski poslovni grozd sta vodilni industrijski delodajalec na tem območju. Mesto se ponaša tudi z visokotehnološkim centrom na območju znanstvenega parka Turku, kjer v zadnjih desetletjih naraščata vloga informacijske in biotehnološke industrije.
Regija Turku gosti poslovno storitveni center Potkuri in zagonsko skupnost SparkUp. Poleg tega Zahodnofinska filmska komisija spodbuja ugodne pogoje poslovanja za podjetja v AV industriji ter za produkcijo filmov in TV serij v regiji Turku. Turku Future Technologies je razvojni center ter mreža za raziskave in inovacije, ki jo podpira osem finskih univerz. Smart Chemistry Park je sodelovalna platforma in mreža za bio- in krožno gospodarstvo ter kemično industrijo v mestu Raisio. Medtem je Blue Industry Park rastoči grozd za pomorsko in proizvodno industrijo.
Vsaj naslednja večja finska podjetja imajo svoj sedež podjetja v Turkuju: HKScan in Hesburger. Druga večja podjetja, ki delujejo v Turkuju, so Bayer, Fläkt Woods, Meyer Werft, Orion Corporation in Wärtsilä.

## Kultura
Kulturna prizorišča v Turkuju vključujejo več muzejev, gledališč, kinematografov, umetniških galerij in glasbe. Turku ponuja vrsto kulturnih dogodkov. Najpomembnejša je razglasitev božičnega miru 24. decembra na starem Velikem trgu. Tradicija je stara približno 700 let. Drugi pomembni dogodki so srednjeveška tržnica, glasbeni festival, knjižni sejem, filmski dan, festival animiranega filma TAFF, jazz festival, atletske igre Paavo Nurmi, rock festival Ruisrock, glasbeni festival Down by the Laituri in bienale New Performance Turku.
Turku je bil leta 2011 Evropska prestolnica kulture in mestni svet je v pripravah na ta status odobril številne projekte za izboljšanje podobe mesta.

### Srednjeveške stavbe
Po arheoloških dokazih so Turku začeli graditi v poznem 13. stoletju. Vendar se je do danes ohranilo le nekaj njegovih srednjeveških stavb. Glavni dejavnik je bil veliki požar leta 1827, ki je zdesetkal tri četrtine mesta. Stolnica v Turkuju, zgrajena v 13. stoletju, je ena najstarejših še delujočih stavb. Je tudi edina srednjeveška bazilikalna cerkev na Finskem. Druga ohranjena stavba iz srednjeveške dobe je grad Turku, ki je bil ustanovljen v 1280-ih in je bil v 15. stoletju večkrat razširjen. Od škofovske cerkve v Koroistenniemiju v Koroinenu so ostale le ruševine, vendar beli križ spominja na škofovski grad, ki je obstajal pred stoletji. Hiša Qwensel, najstarejša lesena hiša v Turkuju iz 18. stoletja, je bila spremenjena v muzej. Nobena druga srednjeveška stavba se ni ohranila do danes.

### Muzeji
Večina muzejev v mestu Turku je ob reki Aura. Umetnostni muzej Turku je v granitnem gradu z razstavami tako klasične kot sodobne umetnosti. Stolnica in njen muzej sta na bregovih reke Aura, nudita informacije o zgodovini in artefaktih cerkve. V bližini sta Ett Hem, meščanska rezidenca iz 19. stoletja, in Sibeliusov muzej, ki prikazuje zbirko glasbil. Aboa Vetus & Ars Nova predstavlja fuzijo srednjeveških ruševin in moderne umetnosti. Na Vartiovuori sta obrtniški muzej Luostarinmäki, ki predstavlja lokaliteto lesenih stanovanj iz 18. stoletja.
Farmacevtski muzej in hiša Qwensel se odlikujeta po tem, da sta najzgodnejše leseno bivališče v Turkuju, saj ponujata vpogled v meščansko življenje 18. stoletja in lekarno iz 19. stoletja. Muzej sodobne umetnosti WAM je poimenovan po turškem kiparju Wäinöju Aaltonenu. Poleg tega biološki muzej služi kot muzej diorama, ki pokriva finsko divje živali in živalstvo. Forum Marinum je pomorski muzej eksponatov in muzejskih plovil, vključno s fregato Suomen Joutsen in zadnjo komercialno parno ladjo v Skandinaviji MS Bore. Grad Turku je znamenitost z več kot 700-letno zgodovino.